# 토머스 칼라일

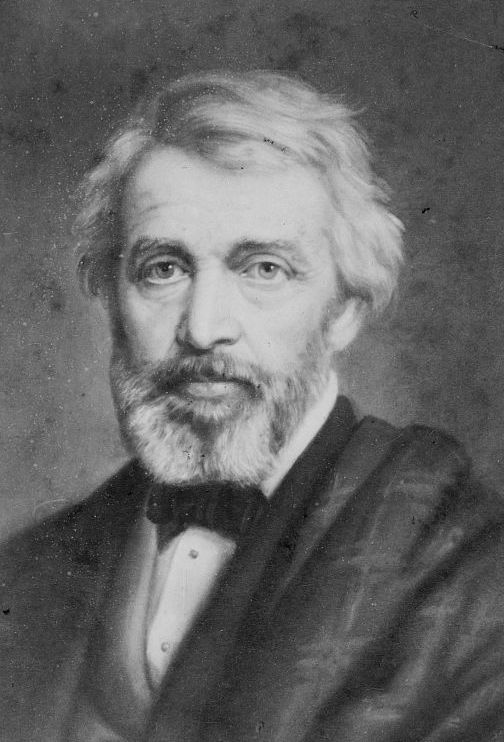
토머스 칼라일의 모습. 1870년대의 작품.

토머스 칼라일(Thomas Carlyle, 1795년 12월 4일 ~ 1881년 2월 5일)은 영국의 평론가·역사가이다. 이상주의적인 사회 개혁을 제창하여 19세기 사상계에 큰 영향을 끼쳤다. 저서로는 《의상철학》, 《프랑스 혁명사》, 《영웅 숭배론》, 《과거와 현재》 등이 있다.

## 생애
칼라일은 스코틀랜드의 한 청교도 가정에서 태어났다. 그의 아버지는 부르거(Burgher) 교회의 성도였으며 강한 칼빈주의의 신앙이 칼라일에게 영향을 크게 주었다. 에든버러 대학에서 수학과 신학을 공부하였으며, 그 후 독일 문학 연구를 시작하여 괴테·실러 등의 작품을 영국에 소개하였다. 1826년에 제인 웰시(Jane Welsh)와 결혼하였다. 1838년 《의상 철학》을 발표하였는데, 이것은 그의 자전적 소설로 당시 영국 사회의 산업 만능 사상에 대한 낭만적인 구제책을 제시했다.
이후 칼라일은 1834년 런던으로 이사를 간다. 그는 역사에 대해 관심을 갖기 시작하여, 3권으로 이뤄진 《프랑스 혁명사》를 저술한다. 이 과정에서 존 스튜어트 밀에게 초고를 빌려주었다가 하녀가 불쏘시개로 태우는 바람에 다시 저술하였다는 이야기가 유명하다. 그는 이 책에서 혁명은 지배자들의 악정에 대한 천벌이며 영웅적인 지도자가 필요하다고 주장하였다.

## 영웅 숭배론
그의 대표작인 《영웅 숭배론》(1841, On Heroes, Hero-Worship, and the Heroic in History)에서 성실하고 용기있는 영웅적 지도자가 필요하고 그들을 존경 해야 하며, 영웅을 알아보고 존경하기 위해서는 안목을 갖춘 작은 영웅들이 필요하므로 영웅들로 가득한 세계에서만 진정한 영웅 숭배가 가능하다는 이상주의적인 주장을 폈으며, 이에 따른 역사에서의 개개인의 역량을 중요시했다.
칼라일이 말한 영웅은 성실성과 통찰력을 구비한 인물이지 파시스트 같은 독재자를 뜻하지 않는다. 그러나 2차 세계대전 발발 직전 파시스트 추종자들에 의해 이 영웅숭배론이 '총통숭배'와 동일시 되기도 했다. 이 시기에 형성된 칼라일에 대한 오해와 왜곡된 이미지가 오늘날까지 이어지고 있다. 칼라일이 말하는 진정한 영웅은 진실성과 성실성을 가진 인물로서 그는 윌리엄 세익스피어, 존 녹스, 마르틴 루터, 올리버 크롬웰, 루소, 나폴레옹 등을 인류의 영웅으로 꼽았다.

## 민주주의비판
칼라일은 민주주의는 낭만주의의 정치적인 표현이며 결국에는 무정부주의로 종속된다고 일갈했다. 그는 오직 한 개의 민주주의만이 거의 완벽한 형태이며 그것이 미합중국이며 그것 또한 전쟁중이라고 설명했다. 민주주의라는 그 단어의 정의 그 자체에 의해, 민주주의는 가장 훌륭한 지도자를 선택할 수 없으며 의회 역시 수다스러운 논쟁만이 가득할 것으로 보았다.

## 말년
이후에도 많은 강연을 하고 저서를 저술하다가 아내 제인의 사망(1866년)뒤에는 글도 거의 쓰지 않았으며, 1881년 2월 5일에 사망하여 에클페칸 묘지에 묻혔다.

## 영향
20세기 역사가 브린턴(Crane Brinton)은 빅토리아 시대에 가장 영향력이 컸던 인물로 존 스튜어트 밀과 칼라일을 꼽았다. 칼라일을 배제하고서는 19세기 영국 문학사도 영국 사회사도 설명할 수 없다. 괴테는 칼라일이 아직 문인으로 이름을 떨치기 전인 1827년에 그의 특유의 통찰력으로 " 칼라일은 대단히 중요한 도덕적 힘을 가지고 있다."고 평가했다. 19세기 전반기의 젊은이들에게 칼라일의 저작들은 계시와도 같은 권능으로 받아들여졌고 "칼라일은 나의 종교"라는 말까지 떠돌아 다녔다. 칼라일은 벤담의 공리주의를 '돼지 철학'이라고 비판하기도 했다.
또 산업사회의 비정한 인간관계를 '금전 관계(Cash nexus)'라고 표현하기도 했는데 이는 엥겔스 등을 비롯한 19세기 사회주의자들이 즐겨 인용하는 문구이기도 했다. 문학비평가 루카치는 칼라일을 '사회주의 비평의 선구자'라고 평가했다.

## 비판
칼라일에 대한 평가가 20세기에 들어서면서 부정적으로 변하게 된 것은 그의 말년에 그의 작품인 《프랑스 혁명사》에서 그가 1870년에 일어난 프랑스 독일간 전쟁의 원인이 프랑스에게 있다고 언급한 대목이었다. 그가 독일을 찬양하고 프랑스에 대한 불만을 늘어 놓은 것이 그가 히틀러와 비슷한 교리가 있다는 불명예까지 낳게 되었다.
또한, 그가 파시즘의 예언가라는 별명을 갖게 된 것은 베니토 무솔리니가 그에게 많은 영향을 받았기 때문이다. 그의 친독 성향은 그가 20대에 자신이 독일인이라고 자부했으며 그가 개인적인 종교적 위기가 찾아왔을 때 요한 볼프강 폰 괴테의 작품 특히 빌헬름 마이스터의 수업시대를 번역하여 괴테에게 번역본을 보낼 정도로 괴테를 우상시했다.

## 참고 자료
- 이 문서에는 다음커뮤니케이션(현 카카오)에서 GFDL 또는 CC-SA 라이선스로 배포한 글로벌 세계대백과사전의 내용을 기초로 작성된 글이 포함되어 있습니다.